# Chen Tsu-li
Chen Tsu-li (陳祖烈T, Chén ZǔlièP; 28 maggio 1933) è un ex cestista taiwanese.

## Carriera
Con Taiwan ha disputato i Giochi olimpici di Melbourne 1956 e i Campionati mondiali del 1959.